# الانتخابات التشريعية السورية 1981
الانتخابات التشريعية في سورية والتي أجريت في 9 و10 تشرين الثاني 1981، وهي ثالث انتخابات تشريعية تمت في ظل الجمهورية الثانية وحكم البعث وتبوأ حافظ الأسد منصب الرئاسة. أفضت كسابقتها إلى فوز حزب البعث العربي الاشتراكي بنحو ثلثي مقاعد البرلمان في حين شغلت أحزاب يسارية عمومًا مع مستقلين الثلث الباقي.

## النتائج
| الحزب                  | الأصوات | % | المقاعد |
| ---------------------- | ------- | - | ------- |
| حزب البعث              |         |   | 127     |
| مستقلين                |         |   | 46      |
| حزب الاتحاد الاشتراكي  |         |   | 9       |
| الوحدويون الاشتراكيون  |         |   | 8       |
| حركة الاشتراكيين العرب |         |   | 5       |
| المجموع                |         |   | 195     |